# آندره مورل
آندره مورل (انگلیسی: André Morell؛ ۲۰ اوت ۱۹۰۹ – ۲۸ نوامبر ۱۹۷۸) یک هنرپیشه اهل بریتانیا بود. 
از فیلم‌ها یا برنامه‌های تلویزیونی که وی در آن نقش داشته است می‌توان به بن هور، پل رودخانه کوای، ارباب حلقه‌ها، بری لیندون، صحنه وحشت، رسالت اشاره کرد.